# Särkijärvi (Jukkasjärvi socken, Lappland, 755728-176544)
Särkijärvi är en sjö i Kiruna kommun i Lappland och ingår i Torneälvens huvudavrinningsområde. Särkijärvi ligger i Torneträsk-Soppero fjällurskog Natura 2000-område.